# Wilhelm Reinhard
Wilhelm Reinhard (Düsseldorf, 12 de marzo de 1891 - Adlershof, cerca de Berlín, 3 de julio de 1918) fue un militar y aviador alemán.

## Biografía
Nacido el 12 de marzo de 1891 en Düsseldorf, se alista en el ejército alemán en 1909 en artillería. Participa con su unidad en la Primera Guerra Mundial, siendo gravemente herido a finales de 1914 en el frente occidental.

### Servicio aéreo
Realiza el curso de piloto en 1915, siendo destinado al frente en febrero de 1916. En junio de 1917 es destinado a la Jasta 11, liderada por Manfred von Richthofen, derribando su primer avión el 22 de julio de 1917.
Nuevamente herido el 4 de septiembre de 1917, tras su recuperación es puesto al frente de la Jasta 6 en noviembre de dicho año.

### Jasta 11
El 21 de abril de 1918 moría en combate el más destacado piloto alemán, Manfred von Richthofen, siendo elegido para sustituirle al mando del Jasta 11 el Hauptmann Wilhelm Reinhard.

### Muerte y olvido
En julio de 1918, era uno de los aviadores alemanes más destacados, pues había derribado 20 aviones enemigos. Gracias a la fama que tenía, el 3 de julio es designado para probar un nuevo aparato, junto al también famoso aviador Oberleutnant Hermann Göring. Tras haber realizado Göring unas piruetas con el avión, un Zeppelin-Lindau D.I, éste aterriza y sube al avión Reinhardt. Al poco de despegar, se suelta un ala del aparato, estrellándose y perdiendo Reinhardt la vida. Tras su muerte, Hermann Göring es puesto al mando de la Jasta 11.
Debido a la posterior fama de Göring como líder del partido nazi, se ocultó el hecho de que el verdadero sucesor de von Richthofen fue en realidad Reinhard y no Göring, como los nazis hicieron creer.